# Hans Bergström (journalist)
Nils Hans Ingemar Bergström, född 13 maj 1948 i Ambjörby i Norra Ny församling i Värmland, är en svensk-amerikansk statsvetare och journalist. Han var chefredaktör på Nerikes Allehanda 1980–1985 och hade 1995–2000 och 2001–2003 samma roll på Dagens Nyheter. Han var senare verksam som fristående kolumnist på DN. Han är bosatt i USA och numera även amerikansk medborgare. Han är gift med entreprenören Barbara Bergström.

## Biografi
Bergström är uppvuxen i nuvarande Torsby kommun och har i politik och journalistik byggt på de folkrörelsepräglade värderingar som fanns inom svensk arbetarrörelse och svensk liberalism. Hans far var socialdemokratisk kommunpolitiker och nykterhetsman samt lokalredaktör för Värmlands Folkblad. Han påbörjade högskolestudier vid högskolan i Karlstad, där han också utsågs till Årets alumn 2006.

### Engagemang i Folkpartiets ungdomsförbund
Under slutet av 1960-talet och i början på 1970-talet var Bergström engagerad i Folkpartiets ungdomsförbund, som då var splittrat i två falanger. Den ena, ledd av Lars Leijonborg, stod för en linje som betonade marknadsekonomi, och ett tydligt ställningstagande för USA över Sovjetunionen. Den andra falangen, som leddes av Per Gahrton, stod för en mer vänsterliberal riktning, och angrep såväl USA:s krig i Vietnam som Sovjetunionens invasion i Tjeckoslovakien. Bergström var en av de ledande i den senare falangen och hade ett nära samarbete med Gahrton.

### Journalistik och opinionsbildning
Bergström var i ungdomen verksam som nära medarbetare till några av Folkpartiets partiledare, och framför allt till Gunnar Helén, som var hans mentor och öppnade vägen för honom till journalistiken via Nerikes Allehanda.
Bergström framträdde som chefredaktör som en ledande företrädare för kvalitetsjournalistik i dagspressen, och förordade också en förstärkning av vetenskapsjournalistiken. 
Hans ståndpunkter som politisk skribent har ofta varit omstridda. Dessa avser bland annat hans efter nutida svenska förhållanden proamerikanska profil och att han brukat hävda att den svenska debatten är antiamerikansk – uppfattningar som står i stark kontrast till hans ungdoms uttalanden. I sitt bidrag till En liberal utrikessyn (1970) lyfte han Maos Kina till skyarna. Kontroversiellt har också varit hans starka plädering för en kunskapsinriktad skola med tydligt ledarskap. På DN tog han initiativ till priset "Årets skolledare", för att lyfta fram förebilder för bättre ledarskap i skolan.
Bergström har engagerat sig starkt i frågor kring forskningens villkor i Sverige, framförallt på det medicinska området, där han var en betydelsefull opinionskraft bakom Sveriges liberala regler för stamcellsforskning. Han var från november 2006 medlem i regeringen Reinfeldts "globaliseringsråd", som hade till uppgift att bistå Sverige i att anpassa sig till globaliseringen.

### Forskning
I sin vetenskapliga produktion har Hans Bergström varit inriktad på frågor kring regerandets villkor, däribland med doktorsavhandlingen Rivstart (Tiden förlag, 1987) och boken Vem leder Sverige mot framtiden? (SNS förlag, 2006). Ett annat stort fält har varit mediernas samhällsroll och medielogikens inverkan på samhällsklimatet. Under ett forskningsår på Stanford och Harvard 2000 och 2001 skrev han studien Age in the Press (Shorenstein Center, Harvard, 2001). Han utsågs år 2000 till docent vid Göteborgs universitets samhällsvetenskapliga fakultet. 
Bergström invaldes 2002 som ledamot av Kungliga Ingenjörsvetenskapsakademien.

### Finansiering av konspiratorisk och högerextrem media
Expo avslöjade i september 2023 att Hans och Barbara Bergströms stiftelse The Hans och Barbara Foundation mellan åren 2018 och 2019 donerade  över en halv miljon kronor till nättidskriften Det goda samhället, som fungerat som plantskola för profiler som Richard Sörman, senare programledare på sajten Riks som startades av  Sverigedemokraterna 2020.
Expo kunde i samma granskning visa att stiftelsen under 2020 och 2021 donerat 219 000 kronor till tidningen DSM. Ett stöd som utgjorde 95 procent av tidskriftens omsättning och var avgörande för att tidningen skulle kunna ges ut.
Enligt tidskriften Expo har DSM varit ett tillhåll för förintelseförnekare och konspirationteoriprofiler  miljöer. Under 2010-talet publicerade DSM bland annat artiklar om att Olof Palme aldrig mördades på Sveavägen 1986 och antisemitiska påståenden, som att antalet judar som dödades under Förintelsen skulle vara kraftigt överdrivna.
På frågor om stiftelsens stöd till DSM menade Hans Bergström att han själv skrivit fem artiklar under eget namn för DSM åren 2014–2017, att han i övrigt inte delar chefredaktören Jan Gillbergs konspirationsteorier, men att han ogillar utstötningsmekanismerna i det svenska debattklimatet.
Paret Bergströms stiftelse har även donerat pengar till tidningen Kvartal och till bloggaren Rebecca Weidmo Uvell. Uvell har flera gånger försvarat Engelska skolan när den fått negativ publicitet och i samband med att tidskriften Expo publicerade sin granskning av The Hans och Barbara Foundations kopplingar till olika högermedia publicerade Uvell i sin tur en kartläggning av Expos undersökande reporter, om hans privatliv, tidigare sysselsättning och en påstådd bostadsort för journalisten som lever med skyddade personuppgifter.